# Ludwigs-Westbahn

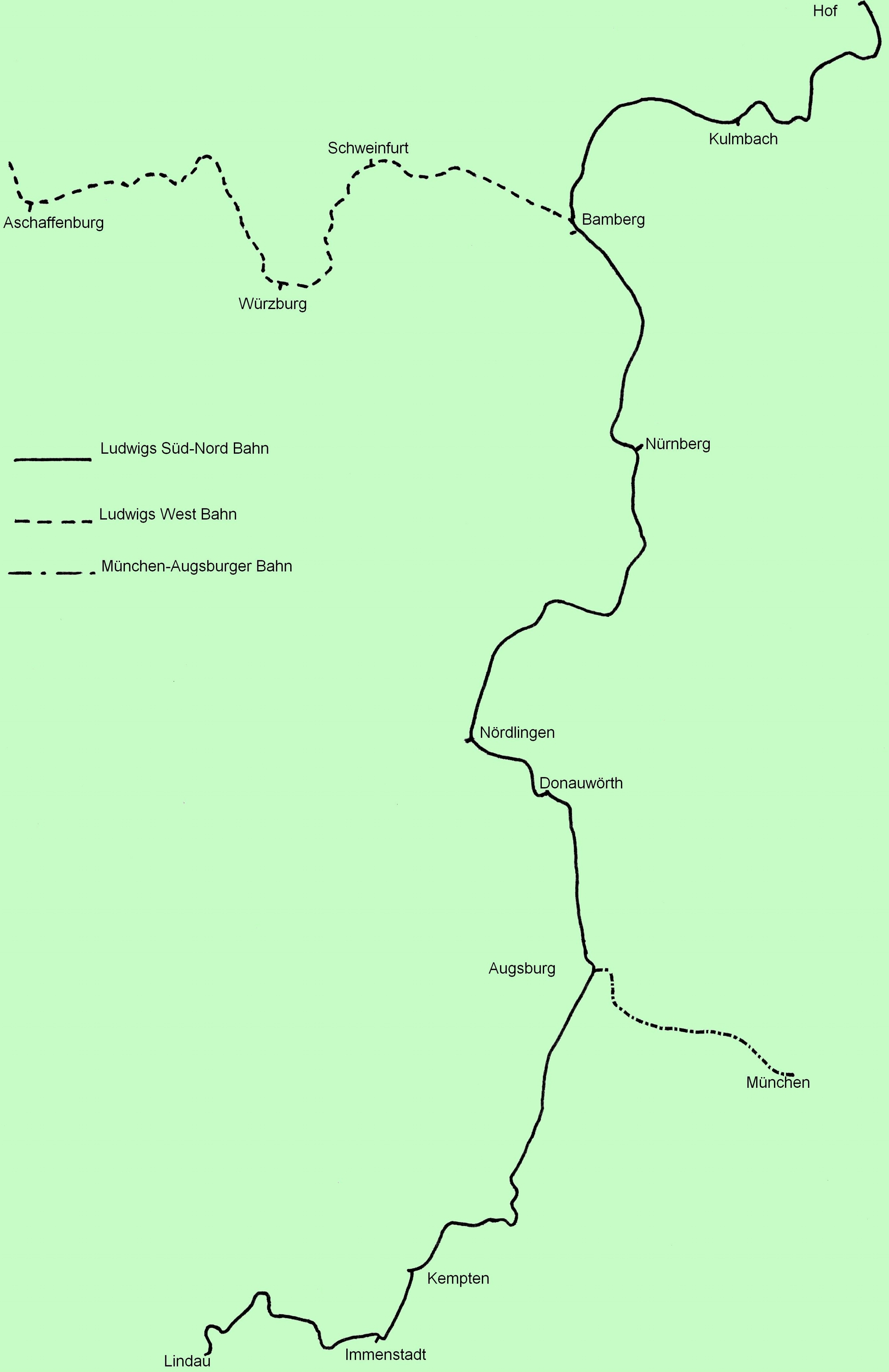
Streckenführung der beiden ersten bayerischen Staatseisenbahnen

Die Ludwigs-Westbahn ist eine vom Königreich Bayern finanzierte Staatsbahnstrecke von Bamberg über Schweinfurt und Würzburg nach Aschaffenburg und weiter ins damals kurhessische Hanau.

## Geschichte

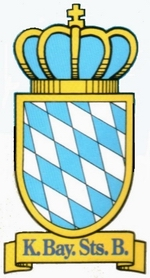
Wappen der Königlich Bayerischen Staatseisenbahn

In den 1840er Jahren zeigte sich schon bald, dass die von König Ludwig I. von Bayern geförderte Binnenschifffahrt mit dem Kanalbau zwischen Main und Donau dem Siegeszug der Eisenbahn nicht gewachsen war. Nachdem der König seinen Widerstand gegen eine Mainlinie der Eisenbahn aufgegeben hatte, beschloss das Parlament am 23. März 1846 das Gesetz zum Bau der Ludwigs-West-Bahn als zweite Hauptbahn der Bayerischen Staatseisenbahnen.
Der Betrieb auf dem Abschnitt Hanau–Aschaffenburg wurde zunächst von der Frankfurt-Hanauer Eisenbahn-Gesellschaft geführt und ging mit dieser ab 1863 auf die Hessische Ludwigsbahn über, die 1872 auch das Eigentum an dem nun in Preußen liegenden Abschnitt erwarb. 1893 gingen die Hessische Ludwigsbahn – und damit auch deren Eigentum und Betriebsrechte – in der Preußisch-Hessischen Eisenbahngemeinschaft auf.

## Streckenbau und Verlauf
Nach Verzögerungen in den Revolutionsjahren um 1848 konnte die Strecke in Teilabschnitten ab 1852 eröffnet werden.
- 1. August 1852 Bamberg–Haßfurt (32,5 km)
- 3. November 1852 Haßfurt–Bahnhof Schweinfurt Stadt (24,3 km)
- 1. Juli 1854 Bahnhof Schweinfurt Stadt–Würzburg (43,3 km)
- 1. Oktober 1854 Würzburg–Aschaffenburg–Landesgrenze bei Kahl (105,7 km)

Die Strecke folgt in ihrer Trassierung von Bamberg im Anschluss an die Ludwig-Süd-Nord-Bahn bis Schweinfurt, von Würzburg bis Lohr und von Aschaffenburg bis Kahl dem Maintal. Von Schweinfurt bis Würzburg führt sie abseits der Mainschleifen das Maindreieck abkürzend über leichtes Hügelland. Der Würzburger Bahnhof lag als Kopfbahnhof bis 1869 innerhalb der befestigten Stadt. Von Lohr bis Aschaffenburg kürzt die Bahnstrecke das Mainviereck ab und durchquert in relativ direkter Linie mit einem Scheiteltunnel den Spessart, dabei zunächst dem Aubachtal und nach dem Schwarzkopftunnel dem Laufach- und Aschafftal folgend. An der Landesgrenze in Kahl schließt sie an eine am 22. Juni 1854 eröffnete Strecke der Frankfurt-Hanauer Eisenbahn-Gesellschaft an, die das Streckenstück von der Grenze bis Aschaffenburg als Pachtbahn betrieb. Damit hatte Bayern die beiden wichtigen Handelsstädte Leipzig und Frankfurt am Main mit Eisenbahnstrecken verbunden.

Ende des 2. Teilabschnitts: Stadtbahnhof Schweinfurt
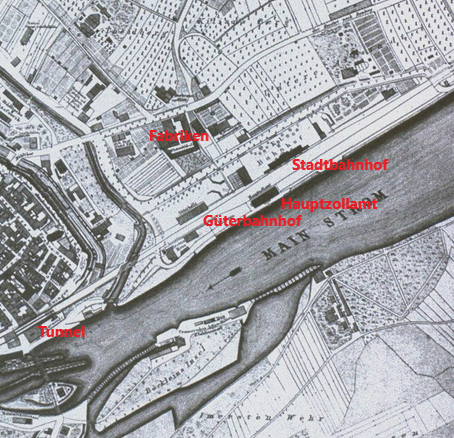
Stadtbahnhof auf dem Katasterplan von 1868 (Schweinfurt Hauptbahnhof wurde 2,44 km weiter westlich 1874 eröffnet)
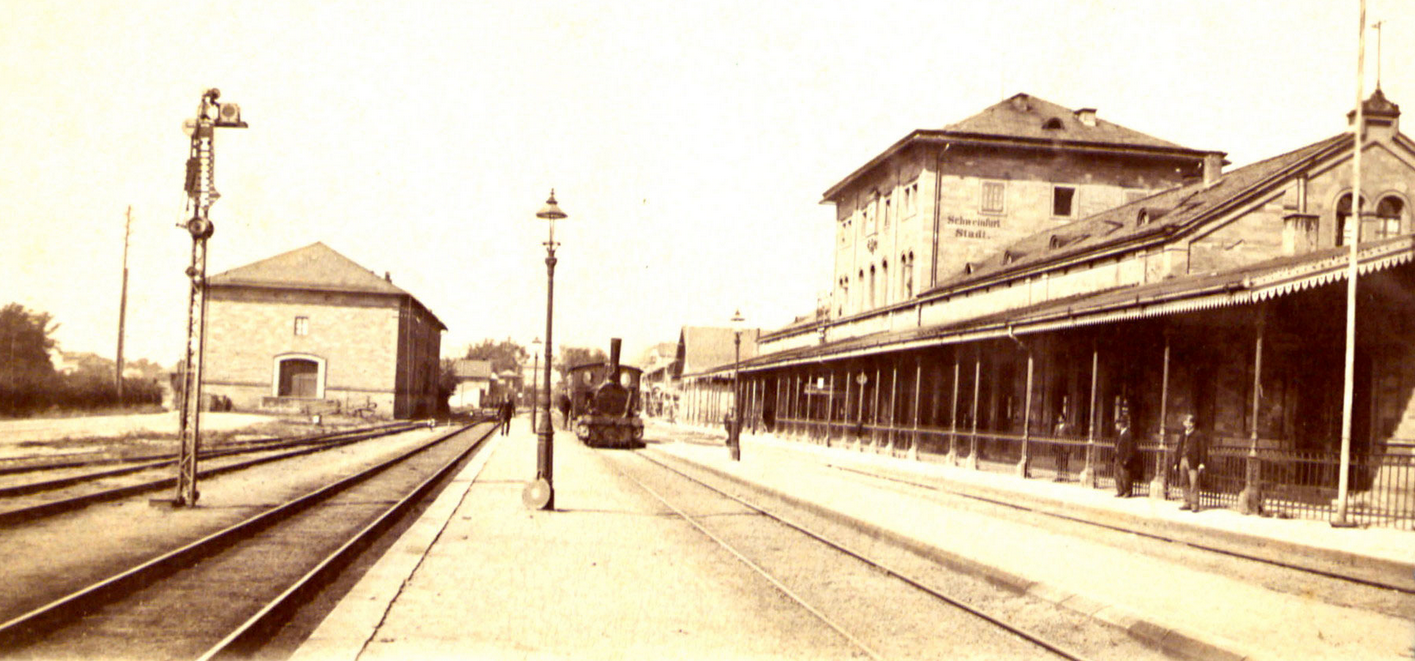
Stadtbahnhof um 1900. Links Hauptzollamt
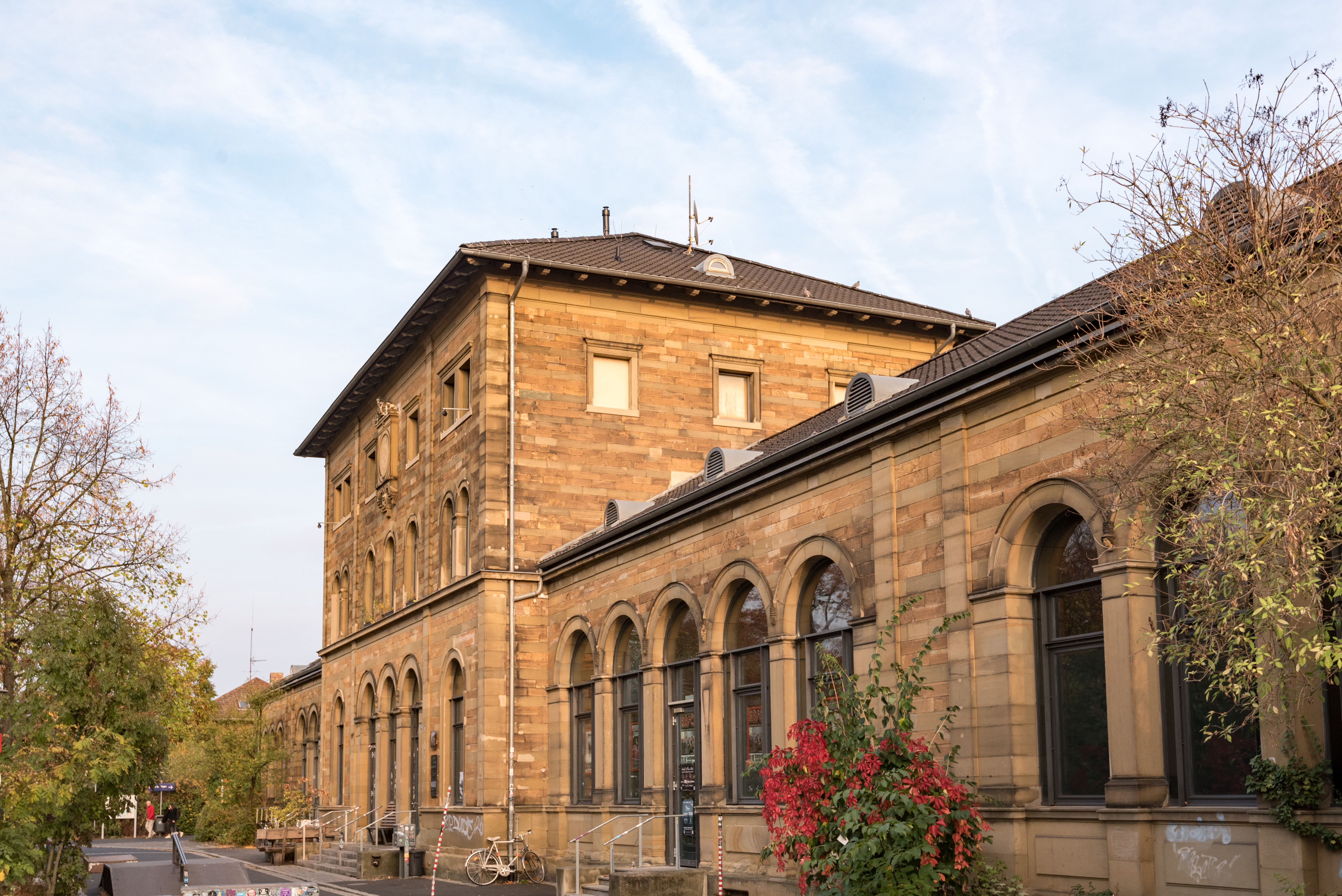
Ansicht vom Bahnhofsvorplatz 2018

## Bauwerke
An bedeutenden Kunstbauten verfügte die Strecke über einen Tunnel im Schweinfurter Stadtgebiet (Neubau infolge der Elektrifizierung der Strecke 1971), die Brücke über die Mündung der fränkischen Saale und der fränkischen Sinn in den Main bei Gemünden, den Schwarzkopftunnel sowie zwei Eisenbahndämme bei Hain im Zuge der Spessartrampe.
Beachtenswert sind zwei aus dem ursprünglichen Baubestand erhaltene, unter Denkmalschutz stehende Empfangsgebäude. Der 1852–56 nach Plänen von Gottfried von Neureuther erbaute Schweinfurter Stadtbahnhof. Ebenfalls von Neureuther stammt der Bahnhof Veitshöchheim von 1854, mit einem repräsentativen Empfangsgebäude im Stil einer italienischen Renaissance-Villa. Daneben wurde in der Hauptachse vom Schloss Veitshöchheim ein Königspavillon errichtet, der mit dem Empfangsgebäude durch einen Wandelgang verbunden wurde.

Weitere Bauwerke
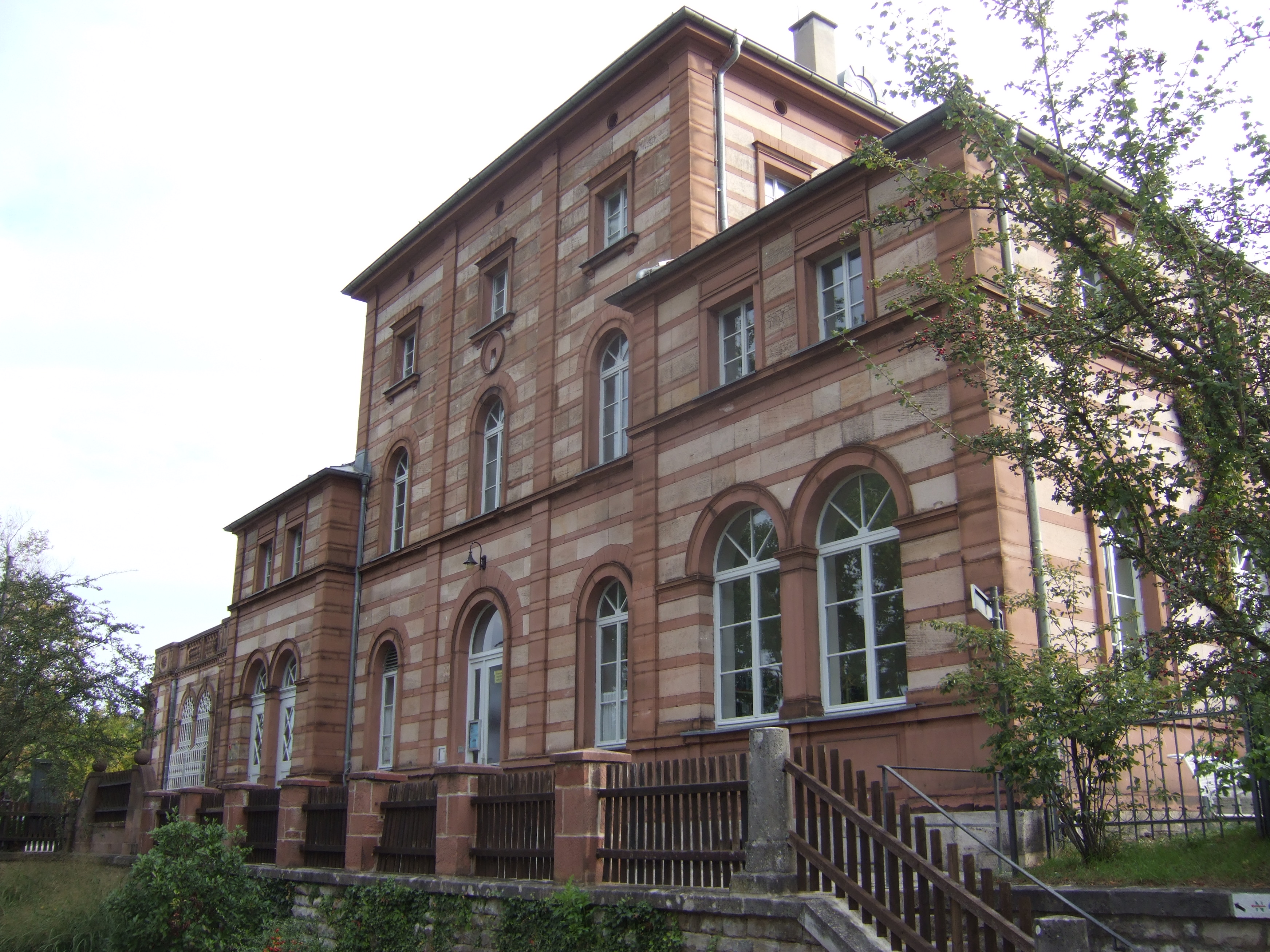
Bahnhof Veitshöchheim
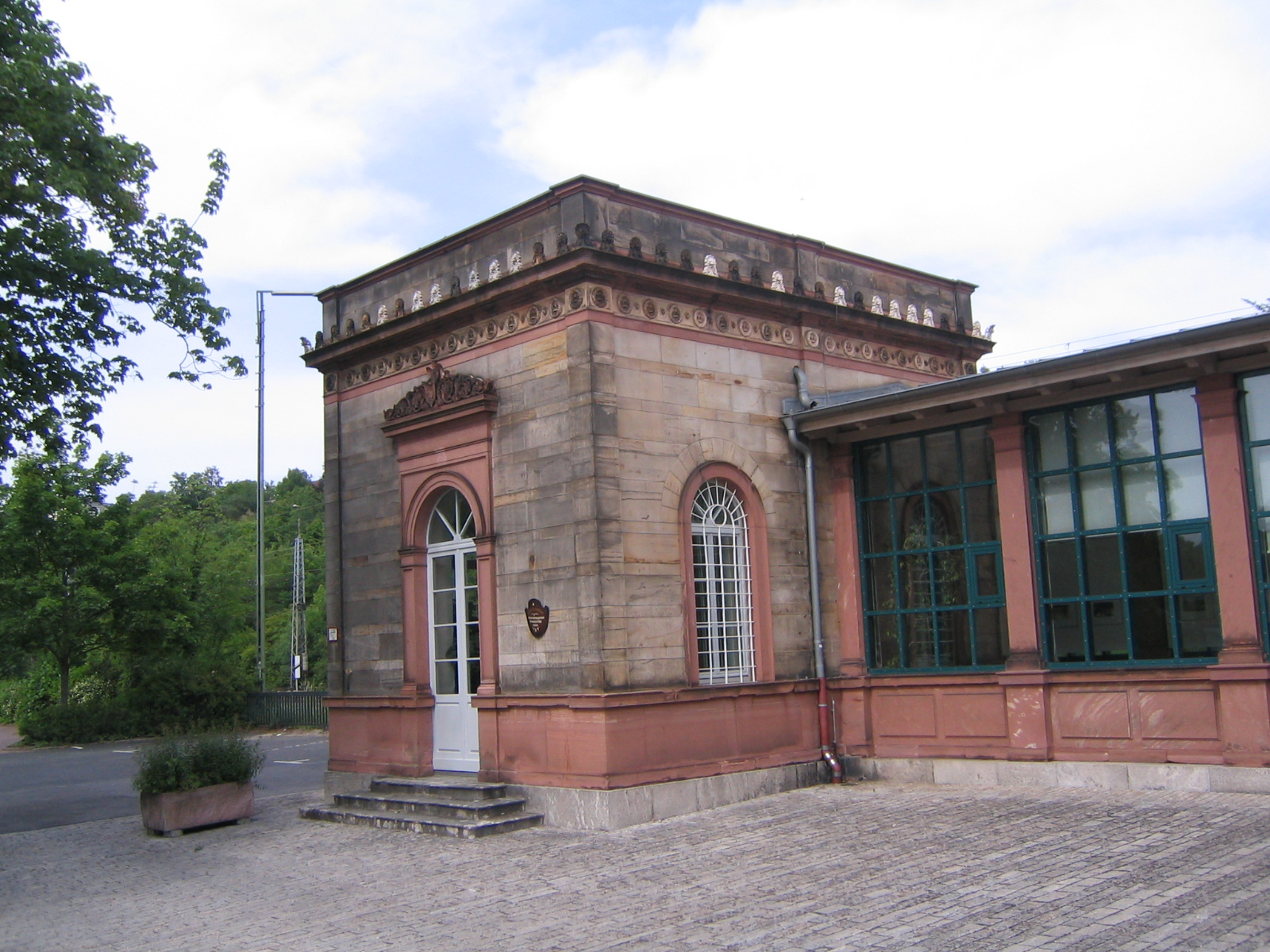
Königsbau des Bahnhofs Veitshöchheim, rechts ein Teil des Wandelganges zum Empfangsgebäude
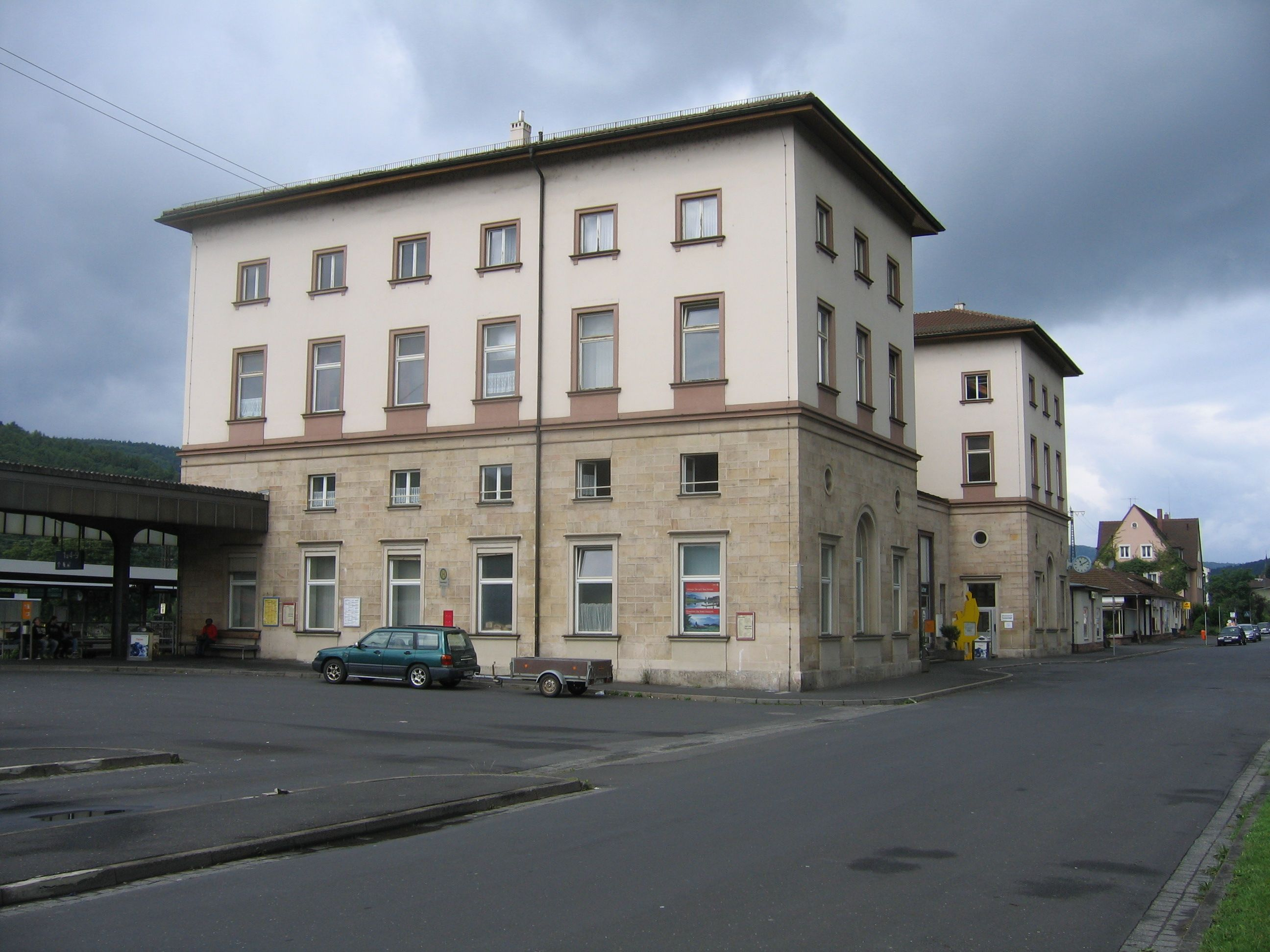
Bahnhof Gemünden
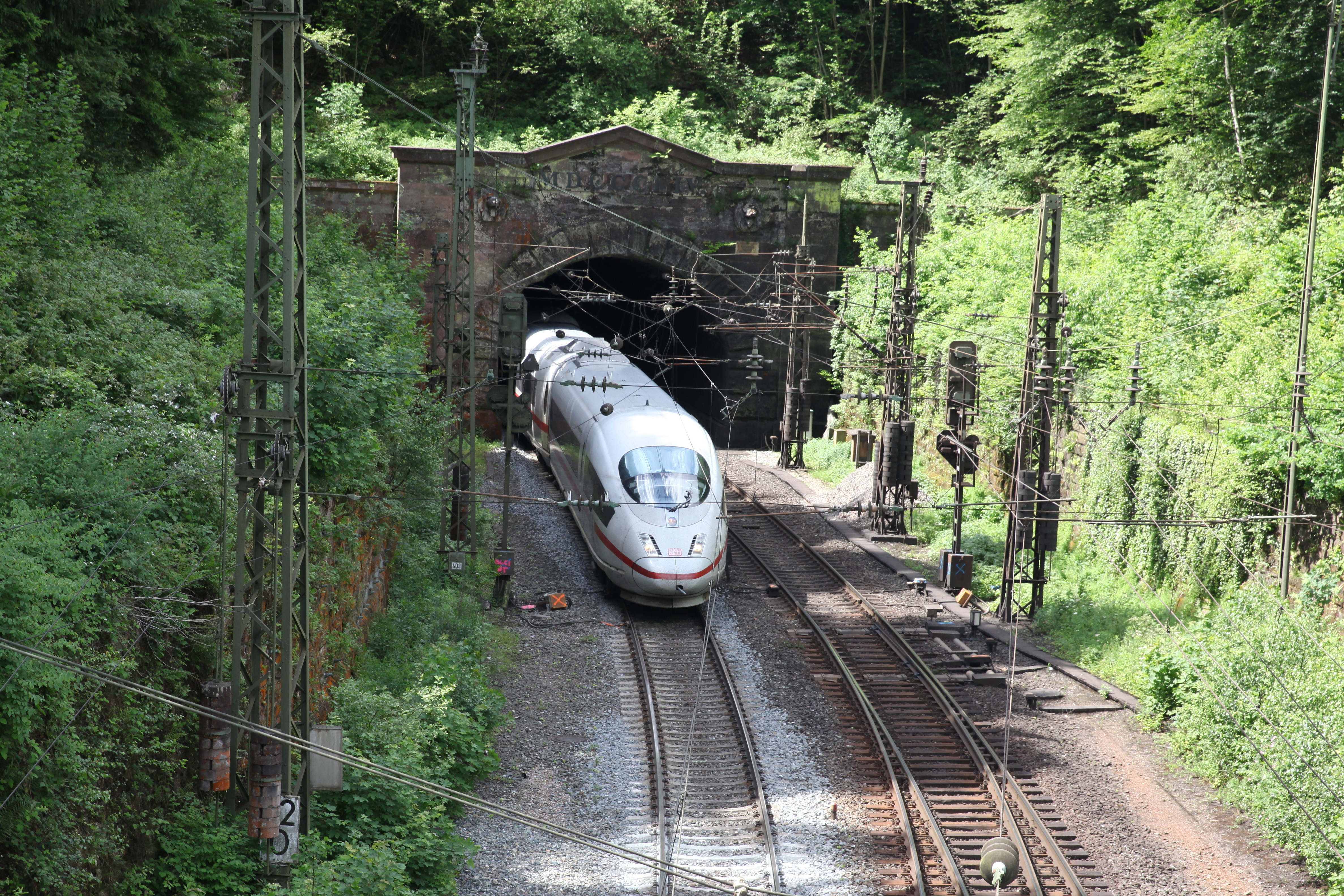
Portal des Schwarzkopftunnels in Heigenbrücken

## Ausbau
Die Strecke wurde zweigleisig geplant und trassiert, jedoch bis auf den
Steigungsstreckenabschnitt Heigenbrücken–Laufach im Spessart zunächst nur eingleisig in Betrieb genommen. Nächster zweigleisiger Abschnitt war der Streckenabschnitt Rottendorf–Würzburg nach Inbetriebnahme der Strecke Fürth–Rottendorf im Jahr 1865. Die restlichen Streckenabschnitte folgten mit dem zweiten Gleis bis in die 1890er Jahre.
Die Strecke ist im Abschnitt Rottendorf–Würzburg 1954, Würzburg–Aschaffenburg 1957, Aschaffenburg–Frankfurt/Darmstadt 1960 und Bamberg–Schweinfurt–Rottendorf 1971 elektrifiziert worden.

## Heutige Bedeutung
Die heutige Bahnstrecke Würzburg–Aschaffenburg ist weiterhin eine der wichtigsten Bahnstrecken Deutschlands.
Der Abschnitt Bamberg–Rottendorf verlor nach Inbetriebnahme einer direkten Strecke zwischen Würzburg und Nürnberg (Bahnstrecke Fürth–Würzburg) im Personenfernverkehr seine Bedeutung für diese Verbindung.
Die Strecke Bamberg–Schweinfurt–Würzburg (mit Abzweig in Waigolshausen über die Werntalbahn Richtung Gemünden) ist wegen der günstigen Trassierung auch für den Güterverkehr wichtig. Schweinfurt–Würzburg büßte jedoch für die Verbindung Berlin–Erfurt–Stuttgart(–Rom) (ab 1884 durch den Brandleitetunnel) ihre Fernverkehrsbedeutung infolge der deutschen Teilung ein.
Spätestens bis 2028 soll im Rahmen der DB-Fernverkehrsoffensive 2030 der Streckenteil Bamberg–Würzburg mit der Linie 61 Bamberg–Stuttgart–Tübingen in das Intercity-Netz eingebunden werden.